# Befeuchtungsstrecke
Unter der Befeuchtungsstrecke BN versteht man in der Klimatechnik eine Strecke, nach der sich Nebel innerhalb eines Dampfverteilsystems vollständig auflöst. Der Wasserdampf tritt auf dieser Strecke aus dem Dampfverteilrohr aus, um von der vorbeiströmenden Luft so weit aufgenommen zu werden, bis danach kein Nebel mehr sichtbar ist. Neben der Befeuchtungsstrecke sollte auch noch eine Expansions- und Vermischungszone vorgesehen werden, um die hygienische und vollständige Aufnahme des Dampfes von der Luft zu gewährleisten.

## Definition

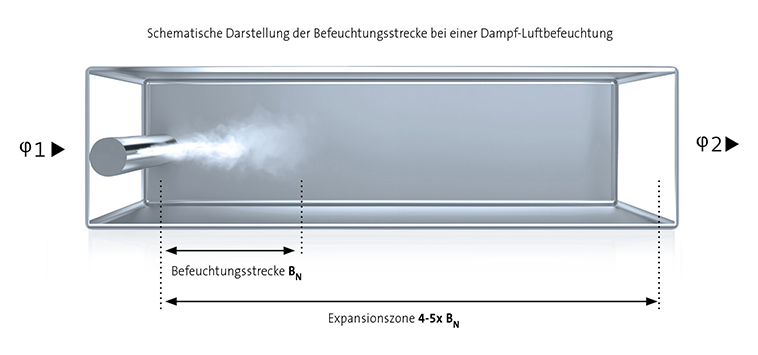
Schematische Darstellung einer Befeuchtungsstrecke bei einer Dampf-Luftbefeuchtung

Die Befeuchtungsstrecke setzt sich zusammen aus der Nebelzone und der anschließenden Expansions- und Vermischungszone. Als Nebelzone bezeichnet man den Weg hinter der Luftbefeuchtungsanlage – von der Einbringung bis zur vollständigen Aufnahme der Dampfmenge durch die Anlagenluft. Daran anschließend folgt die Expansions- und Vermischungszone. In diesem Streckenabschnitt vermischt sich die eingebrachte Feuchtigkeit gleichmäßig mit dem Luftstrom. Die Länge der erforderlichen Befeuchtungsstrecke hängt jeweils von dem in Luftrichtung folgenden Bauteil ab. Die richtige Bemessung der Befeuchtungsstrecke ist außerordentlich wichtig um Kondensationserscheinungen innerhalb der Luftleitungen zu vermeiden. Auch für die richtige Feuchteregelung ist ihre Kenntnis von grundlegender Bedeutung, da die Platzierung der Regelfühler erst dort erfolgen soll, wo ausgeglichene Feuchtewerte vorliegen.
Die Bestimmung der Befeuchtungsstrecke «BN» hängt von verschiedenen Faktoren ab. Zur einfachen Bestimmung der Befeuchtungsstrecke «BN» kann die Befeuchtungsstrecken-Tabelle verwendet werden. Die in der Tabelle angegebenen Richtwerte beziehen sich auf einen Zulufttemperaturbereich von 15 °C bis 30 °C.
Befeuchtungsstrecken-Tabelle bei einfachem Dampfverteiler
| Eintrittsfeuchte φ1 in %rF | Länge der Befeuchtungsstrecke BN in m Austrittsfeuchte φ2 in %rF | Länge der Befeuchtungsstrecke BN in m Austrittsfeuchte φ2 in %rF | Länge der Befeuchtungsstrecke BN in m Austrittsfeuchte φ2 in %rF | Länge der Befeuchtungsstrecke BN in m Austrittsfeuchte φ2 in %rF | Länge der Befeuchtungsstrecke BN in m Austrittsfeuchte φ2 in %rF | Länge der Befeuchtungsstrecke BN in m Austrittsfeuchte φ2 in %rF |
| Eintrittsfeuchte φ1 in %rF | 40                                                               | 50                                                               | 60                                                               | 70                                                               | 80                                                               | 90                                                               |
| --- | ---------------------------------------------------------------- | ---------------------------------------------------------------- | ---------------------------------------------------------------- | ---------------------------------------------------------------- | ---------------------------------------------------------------- | ---------------------------------------------------------------- |
| 5 | 0,9                                                              | 1,1                                                              | 1,4                                                              | 1,8                                                              | 2,3                                                              | 3,5                                                              |
| 10 | 0,8                                                              | 1,0                                                              | 1,3                                                              | 1,7                                                              | 2,2                                                              | 3,4                                                              |
| 20 | 0,7                                                              | 0,9                                                              | 1,2                                                              | 1,5                                                              | 2,1                                                              | 3,2                                                              |
| 30 | 0,5                                                              | 0,8                                                              | 1,0                                                              | 1,4                                                              | 1,9                                                              | 2,9                                                              |
| 40 | -                                                                | 0,5                                                              | 0,8                                                              | 1,2                                                              | 1,7                                                              | 2,7                                                              |
| 50 | -                                                                | -                                                                | 0,5                                                              | 1,0                                                              | 1,5                                                              | 2,4                                                              |
| 60 | -                                                                | -                                                                | -                                                                | 0,7                                                              | 1,2                                                              | 2,1                                                              |
| 70 | -                                                                | -                                                                | -                                                                | -                                                                | 0,8                                                              | 1,7                                                              |
| φ1 in %rF: Relative Zuluftfeuchte vor der Befeuchtung bei der tiefsten Zulufttemperatur φ2 in %rF: Relative Zuluftfeuchte nach dem Dampfverteilrohr bei maximaler Leistung |                                                                  |                                                                  |                                                                  |                                                                  |                                                                  |                                                                  |

| Rechenbeispiel gegeben: φ1= 30 %rF, φ2= 70 %rF Befeuchtungsstrecke BN: 1,4 m |

## Einfluss der Befeuchtung auf die Regelgüte
Bei der Dampf-Luftbefeuchtung hat die Befeuchtungsstrecke besondere Bedeutung. Der aus den Dampfverteilrohren austretende Wasserdampf kondensiert zunächst im Luftstrom und ist innerhalb einer bestimmten Strecke (Befeuchtungsstrecke) als Nebel sichtbar. Anschließend folgt dann die Expansions- und Vermischungszone, in der es zu einer gleichmäßigen Durchmischung der Anlagenluft mit der eingebrachten Dampfmenge kommt. Diesem Umstand ist alleine im Hinblick auf eine hygienische Betriebsweise bei der Dimensionierung der Befeuchtungsstreccken Rechnung zu tragen. Für optimale Regelergebnisse kommt es auf optimale Feuchteverteilung am Montageort der Messfühler an. Die Befeuchtungsstrecke hängt von verschiedenen Faktoren ab und bildet die Basis für die Bestimmung der erforderlichen Mindestabstände zu nachfolgenden Anlageteilen und Messfühlern. 

## Wie kann man eine Befeuchtungsstrecke verkürzen?
Kondensation wird in gewisser Weise durch den Kontakt des Wasserdampfes mit der kühleren Anlagenluft begünstigt. Der Hauptgrund für Kondensation ist jedoch die ungünstige Verteilung der Dampfmenge über dem Kanalquerschnitt entlang eines Dampfverteilrohres. Besonders bei Nachrüstungen stehen die benötigten Befeuchtungsstrecken nicht zur Verfügung. In solchen Fällen führt häufig die Verwendung von Mehrfach-Dampfverteilsystemen zum Erfolg. Damit kann eine möglichst homogene Verteilung des Wasserdampfes auf den gesamten Luftstrom mit entsprechend kurzen Befeuchtungsstrecken erfolgen.
Ein wertvoller Maßstab zur Bewertung der Dampfverteilung ist der Homogenitätsindex.
Befeuchtungsstrecken-Tabelle bei Mehrfach-Dampfverteiler
| Eintrittsfeuchte φ1 in %rF | Länge der Befeuchtungsstrecke BN in m Austrittsfeuchte φ2 in %rF | Länge der Befeuchtungsstrecke BN in m Austrittsfeuchte φ2 in %rF | Länge der Befeuchtungsstrecke BN in m Austrittsfeuchte φ2 in %rF | Länge der Befeuchtungsstrecke BN in m Austrittsfeuchte φ2 in %rF | Länge der Befeuchtungsstrecke BN in m Austrittsfeuchte φ2 in %rF | Länge der Befeuchtungsstrecke BN in m Austrittsfeuchte φ2 in %rF |
| Eintrittsfeuchte φ1 in %rF | 40                                                               | 50                                                               | 60                                                               | 70                                                               | 80                                                               | 90                                                               |
| --- | ---------------------------------------------------------------- | ---------------------------------------------------------------- | ---------------------------------------------------------------- | ---------------------------------------------------------------- | ---------------------------------------------------------------- | ---------------------------------------------------------------- |
| 5 | 0,22                                                             | 0,28                                                             | 0,36                                                             | 0,48                                                             | 0,66                                                             | 1,08                                                             |
| 10 | 0,20                                                             | 0,26                                                             | 0,34                                                             | 0,45                                                             | 0,64                                                             | 1,04                                                             |
| 20 | 0,16                                                             | 0,22                                                             | 0,30                                                             | 0,41                                                             | 0,58                                                             | 0,96                                                             |
| 30 | 0,10                                                             | 0,17                                                             | 0,25                                                             | 0,36                                                             | 0,52                                                             | 0,88                                                             |
| 40 | -                                                                | 0,11                                                             | 0,20                                                             | 0,30                                                             | 0,45                                                             | 0,79                                                             |
| 50 | -                                                                | -                                                                | 0,13                                                             | 0,24                                                             | 0,38                                                             | 0,69                                                             |
| 60 | -                                                                | -                                                                | -                                                                | 0,16                                                             | 0,30                                                             | 0,58                                                             |
| 70 | -                                                                | -                                                                | -                                                                | -                                                                | 0,20                                                             | 0,45                                                             |
| φ1 in %rF: Relative Zuluftfeuchte vor der Befeuchtung bei der tiefsten Zulufttemperatur φ2 in %rF: Relative Zuluftfeuchte nach dem Dampfverteilrohr bei maximaler Leistung Für Kanalbreiten <600 mm verlängert sich die Befeuchtungsstrecke für Mehrfach-Dampfverteilsysteme um ca. 50 % |                                                                  |                                                                  |                                                                  |                                                                  |                                                                  |                                                                  |

| Rechenbeispiel gegeben: φ1= 30 %rF, φ2= 70 %rF Befeuchtungsstrecke BN: 0,36 m (für Mehrfach-Dampfverteilsysteme) |

## Einzuhaltende Mindestabstände der Expansionszone
Nachgeschaltete Anlagekomponenten müssen einen bestimmten minimalen Abstand (auf der Basis der Befeuchtungsstrecke «BN») zum Dampfverteiler aufweisen, damit der aus dem Dampfverteilrohr austretende Wasserdampf nicht an den nachfolgenden Anlagekomponenten kondensiert.
| vor/nach Verengung              | nach Erweiterung                |
|                                 |                                 |
| vor Krümmer                     | vor Verzweigung                 |
|                                 |                                 |
| vor Luftgitter                  | vor Feuchteregler/Feuchtesensor |
|                                 |                                 |
| vor/nach Heizregister/Filter    |                                 |
|                                 |                                 |
| vor/nach Ventilator/Zonenabgang |                                 |
|                                 |                                 |